# Lista siturilor arheologice din județul Buzău - Z
Lista siturilor arheologice din județul Buzău - Z conține toate siturile arheologice din județul Buzău înscrise în Repertoriul Arheologic Național (RAN) și aflate în localități al căror nume începe cu litera Z. RAN este administrat de Ministerul Culturii și Patrimoniului Național și cuprinde date științifice, cartografice, topografice, imagini și planuri, precum și orice alte informații privitoare la zonele cu potențial arheologic, studiate sau nu, încă existente sau dispărute.
Puteți căuta un sit din localitățile care încep cu litera Z folosind formularul de mai jos sau puteți naviga prin toate siturile din județ la Lista siturilor arheologice din județul Buzău.
| Cod RAN                                  | Denumire | Localitate                    | Adresă                            | Datare                                       | Descoperit | Coordonate | Imagine           | Erori            |
| ---------------------------------------- | --- | ----------------------------- | --------------------------------- | -------------------------------------------- | ---------- | ---------- | ----------------- | ---------------- |
| 50460.01.01                              | Situl arheologic de la Zărnești / ansamblu anonim (Categorie: locuire civilă) (Tip: Așezare)                           | sat Zărnești, comuna Zărnești |                                   |                                              |            |            | Încărcați imagine | Raportați eroare |
| 50460.01.02                              | Situl arheologic de la Zărnești / ansamblu anonim (Categorie: locuire civilă) (Tip: Așezare)                           | sat Zărnești, comuna Zărnești |                                   |                                              |            |            | Încărcați imagine | Raportați eroare |
| 50488.02.01                              | Situl arheologic de la Ziduri / ansamblu anonim (Categorie: locuire civilă) (Tip: Așezare)                             | sat Ziduri, comuna Ziduri     |                                   |                                              |            |            | Încărcați imagine | Raportați eroare |
| 50488.02.02                              | Situl arheologic de la Ziduri / ansamblu anonim (Categorie: locuire civilă) (Tip: Așezare)                             | sat Ziduri, comuna Ziduri     |                                   |                                              |            |            | Încărcați imagine | Raportați eroare |
| 50530.01.01 (Cod LMI: BZ-I-s-B-02307)    | Așezarea Monteoru de la Zoița - "Movila Zoița" / ansamblu anonim (Categorie: locuire civilă) (Tip: Așezare)            | sat Zoița, comuna Ziduri      | Movila Zoița                      |                                              |            |            | Încărcați imagine | Raportați eroare |
| 50488.01.01 (Cod LMI: BZ-I-m-B-02306.06) | Situl arheologic de la Ziduri - "Orzăneasca Mare" / ansamblu anonim (Categorie: descoperire funerară) (Tip: Necropolă) | sat Ziduri, comuna Ziduri     | Orzăneasca Mare, Mijlocie și Mică |                                              |            |            | Încărcați imagine | Raportați eroare |
| 50488.01.02 (Cod LMI: BZ-I-m-B-02306.05) | Situl arheologic de la Ziduri - "Orzăneasca Mare" / ansamblu anonim (Categorie: descoperire funerară) (Tip: Necropolă) | sat Ziduri, comuna Ziduri     | Orzăneasca Mare, Mijlocie și Mică |                                              |            |            | Încărcați imagine | Raportați eroare |
| 50488.01.03 (Cod LMI: BZ-I-m-B-02306.04) | Situl arheologic de la Ziduri - "Orzăneasca Mare" / ansamblu anonim (Categorie: descoperire funerară) (Tip: Necropolă) | sat Ziduri, comuna Ziduri     | Orzăneasca Mare, Mijlocie și Mică | mil. I                                       |            |            | Încărcați imagine | Raportați eroare |
| 50488.01.04 (Cod LMI: BZ-I-m-B-02306.03) | Situl arheologic de la Ziduri - "Orzăneasca Mare" / ansamblu anonim (Categorie: descoperire funerară) (Tip: Necropolă) | sat Ziduri, comuna Ziduri     | Orzăneasca Mare, Mijlocie și Mică | sec. II - IV                                 |            |            | Încărcați imagine | Raportați eroare |
| 50488.01.05 (Cod LMI: BZ-I-m-B-02306.02) | Situl arheologic de la Ziduri - "Orzăneasca Mare" / ansamblu anonim (Categorie: descoperire funerară) (Tip: Necropolă) | sat Ziduri, comuna Ziduri     | Orzăneasca Mare, Mijlocie și Mică | sec. XI                                      |            |            | Încărcați imagine | Raportați eroare |
| 50488.01.07 (Cod LMI: BZ-I-m-B-02306.01) | Situl arheologic de la Ziduri - "Orzăneasca Mare" / ansamblu anonim (Categorie: descoperire funerară) (Tip: Necropolă) | sat Ziduri, comuna Ziduri     | Orzăneasca Mare, Mijlocie și Mică | sec. XI - XIII                               |            |            | Încărcați imagine | Raportați eroare |
| 50219.01.01 (Cod LMI: BZ-I-s-B-02308)    | Așezarea din epoca migrațiilor de la Zorești / ansamblu anonim (Categorie: locuire civilă) (Tip: Așezare)              | sat Zorești, comuna Vernești  |                                   | sec. III - IV                                |            |            | Încărcați imagine | Raportați eroare |
| 50219.03.01                              | Așezarea medievală de la Zorești - "La Hrubă" / ansamblu anonim (Categorie: locuire civilă) (Tip: Așezare)             | sat Zorești, comuna Vernești  | La Hrubă                          | sec. XVI - XIX ?                             |            |            | Încărcați imagine | Raportați eroare |
| 50219.03.02                              | Așezarea medievală de la Zorești - "La Hrubă" / ansamblu anonim (Categorie: locuire civilă) (Tip: Conductă din olane)  | sat Zorești, comuna Vernești  | La Hrubă                          | sec. XVI - XIX ?                             |            |            | Încărcați imagine | Raportați eroare |
| 50219.04.01 (Cod LMI: BZ-I-m-B-02310.02) | Situl aheologic de la Zorești - "Cătunul Nisip" / ansamblu anonim (Categorie: locuire) (Tip: Așezare)                  | sat Zorești, comuna Vernești  | Cătunul Nisip                     |                                              |            |            | Încărcați imagine | Raportați eroare |
| 50219.04.02 (Cod LMI: BZ-I-m-B-02310.01) | Situl aheologic de la Zorești - "Cătunul Nisip" / ansamblu anonim (Categorie: locuire) (Tip: Necropolă)                | sat Zorești, comuna Vernești  | Cătunul Nisip                     | sec. IV - V                                  |            |            | Încărcați imagine | Raportați eroare |
| 50219.05.01 (Cod LMI: BZ-I-s-B-02311)    | Așezarea Latene de la Zorești- Vârful Țigănoaia / ansamblu anonim (Categorie: locuire civilă) (Tip: Așezare)           | sat Zorești, comuna Vernești  | Vârful Țigănoaia                  | geto-dacică sec. II a. Chr. - sec. I p. Chr. |            |            | Încărcați imagine | Raportați eroare |
| 50219.02.01 (Cod LMI: BZ-I-m-B-02309.01) | Situl arheologic de la Zorești - "La Popeasca" / ansamblu Crama Veche (Categorie: locuire) (Tip: Cramă boierească)     | sat Zorești, comuna Vernești  | La Popeasca                       | sec. XVIII - XIX                             |            |            | Încărcați imagine | Raportați eroare |
| 50219.02.02 (Cod LMI: BZ-I-m-B-02309.02) | Situl arheologic de la Zorești - "La Popeasca" / ansamblu anonim (Categorie: locuire) (Tip: Așezare)                   | sat Zorești, comuna Vernești  | La Popeasca                       | sec. XVI - XIX                               |            |            | Încărcați imagine | Raportați eroare |
| 50219.02.03 (Cod LMI: BZ-I-m-B-02309.03) | Situl arheologic de la Zorești - "La Popeasca" / ansamblu anonim (Categorie: locuire) (Tip: Conductă din olane)        | sat Zorești, comuna Vernești  | La Popeasca                       | sec. XVI - XIX                               |            |            | Încărcați imagine | Raportați eroare |